# Мегадет
„Мегадет“ (на английски: Megadeth) е траш метъл група в Лос Анджелис, САЩ. Основана е от Дейв Мъстейн през 1983 /бивш член на Metallica/ и се разформирова през 2002 г. Групата е възстановена през 2004 година.

## История

### Формиране (1983 – 1984)
Този траш квартет е основан в Сан Франциско, Калифорния, САЩ от китариста Дейв Мъстейн. С присъединяването на басиста Дейвид Елефсън, китариста Крис Поулънд и барабаниста Гар Самюълсън, Мъстейн сключва договор с независимата звукозаписна компания „Комбат“. Работещи с малък бюджет записват Killing Is My Business... And Business Is Good през 1985 г. Тази яростна виелица от енергичен траш метъл е развалена от лошо продуциране.. Въпреки всичко, Capitol Records, осъзнавайки потенциала на групата, веднага предлага договор. Peace Sells...But Who's Buying? отбелязва подобрение в сравнение с дебюта, както в техническо, така и в музикално отношение. Албумът се характеризира с непрекъснати тежки рифове, изблици на пронизителна соло китара и текстове, които показват искреното виждане на Мъстейн за съвременните обществени и политически въпроси. През 1988 г. Мъстейн отстранява Поулънд и Самюълсън и привлича Джеф Йънг и Чък Белър за заместници преди записването на So Far, So Good...So What!. Този албум се гради върху техния агресивен и хаплив стил и включва кавър версия на Anarchy In The UK, в която участва, като гост-музикант, китариста на Секс Пистълс (Sex Pistols) Стив Джоунс.
След две години изпълнени с проблеми с хероин и отстраняването на Йънг и Белър, Мъстейн се завръща с китарния виртуоз Марти Фрийдман (от Cacophony) и барабаниста Ник Менза. Издаденият Rust In Peace е отлично посрещнат от страна на критиката. Албумът е един от най-„изтънчените“ траш метъл албуми издавани някога.
През 1992 г. излиза Countdown To Extinction. Албумът достига второ място в класацията на Билборд и става неоспорим мулти-платинен хит.
Излезлият през 1994 г. Youthanasia също жъне голям успех – достига четвърто място в Билборд и става златен по продажби.
Наред с „Металика“, „Слейър“ и „Антракс“, „Мегадет“ са сред основателите на траш метъла (Голямата четворка).

## Състав
| Настоящи членове - Дейв Мъстейн – вокали и китара (1983 – 2002; 2004 – ) - Дейвид Елефсън – бас (1983 – 2002; 2010 – 2020) - Кико Лурейро – китара (2015 – ) - Дирк Вербюрен – барабани (2016 – ) |  | Предишни членове - Гар Самюелсън – барабани (1984 – 1987) - Крис Полънд – китара (1984 – 1987) - Чък Белър – барабани (1987 – 1989) - Джеф Янг – китара (1987 – 1989) - Ник Менза – барабани (1989 – 1998) - Марти Фрийдман – китара (1990 – 2000) - Джими Деграсо – барабани (1998 – 2002) - Ал Петрели – китара (2000 – 2002) - Глен Дроувър – китара (2004 – 2008) - Джеймс ЛоМензо – бас (2006 – 2010) - Шон Дроувър – барабани (2004 – 2014) - Крис Бродерик – китара (2008 – 2014) - Крис Адлър – барабани (2014 – 2015) |

## Дискография

### Студийни албуми
- Killing Is My Business... And Business Is Good! (1985)
- Peace Sells... But Who's Buying? (1986)
- So Far, So Good... So What! (1988)
- Rust in Peace (1990)
- Countdown to Extinction (1992)
- Youthanasia (1994)
- Cryptic Writings (1997)
- Risk (1999)
- The World Needs a Hero (2001)
- The System Has Failed (2004)
- United Abominations (2007)
- Endgame (2009)
- Thirteen (2011)
- Super Collider (2013)
- Dystopia (2016)
- The Sick, the Dying... and the Dead! (2022)

### EP
- Hidden Treasures (1995)
- Cryptic Sounds - No Voices In Your Head (1997)

### Концертни албуми
- Live Trax (1997)
- Live Trax II (1998)
- Rude Awakening (2002)
- Still alive....and well? (2002)
- Unplugged in Boston (2006)
- That One Night: Live in Buenos Aires (2007)
- The Big 4: Live from Sofia, Bulgaria (2010)

### Компилации
- Capitol Punishment: The Megadeth Years (2000)
- Greatest Hits: Back To The Start (2005)
- Warchest (2007)